# Maurice Marinot
Georges Maurice Marinot, född 20 mars 1882 i Troyes, Frankrike, död där 8 februari 1960, var en fransk målare och glaskonstnär.
Marinot arbetade med glas från omkring 1912 till 1914 och sedan åter 1919 och till omkring 1935. Han är känd för sina tunga och massiva pjäser med oregelbundna former och abstrakta, slipade eller graverade mönster, ibland med inlagda partier i färgat glas. Marinot använde även luftbubblor och kylsprickor som estetiska effekter.